# Hypodryas intermedia
Hypodryas intermedia är en fjärilsart som beskrevs av Ménétriés 1859. Hypodryas intermedia ingår i släktet Hypodryas och familjen praktfjärilar. Inga underarter finns listade i Catalogue of Life.